# Jacqueline de Longwy

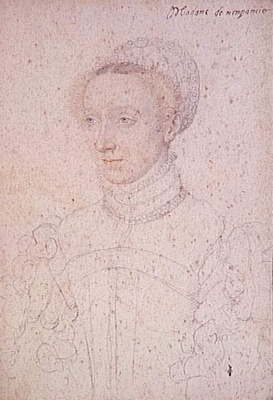
Jacqueline de Longwy omstreeks 1550

Jacqueline de Longwy (?, rond 1520 - Parijs, 28 augustus 1561) was gravin van Bar-sur-Seine.
Jacqueline was een dochter van Jean IV van Longwy en Jeanne van Angoulême, een onwettige halfzuster van de Franse koning Frans I. Jacqueline was de moeder van Charlotte van Bourbon, de derde vrouw van Willem van Oranje. Ze was protestants, net als verschillende leden van haar familie. Een portret van Jacqueline de Longwy, dat lang toegeschreven is aan Corneille de la Haye, hangt in de Bibliothèque de Paris. 

## Huwelijk
Jacqueline was de eerste vrouw van Lodewijk III van Bourbon-Vendôme, de hertog van Montpensier. Uit dit huwelijk werden zes kinderen geboren:
- Françoise van Bourbon-Vendôme (1539-1587)
- Anne (1540-1572)
- Jeanne (1541-1620)
- François (1542-1592)
- Charlotte (1547-1582)
- Louise (1548-1586)